# Il giovane sognatore è un realista
Il giovane sognatore è un realista - The Dreaming Boy is a Realist (夢見る男子は現実主義者?, Yumemiru danshi wa genjitsushugisha) è una serie di light novel scritta da Okemaru e illustrata da Saba Mizore. Inizialmente è stata serializzata sul sito web Shōsetsuka ni narō a partire dal 7 dicembre 2018. Successivamente è stata acquistata da Hobby Japan, che ha iniziato a pubblicarla nel giugno 2020 sotto l'etichetta HJ Bunko. Un adattamento manga, disegnato da Popuri Yoshikita, è stato serializzato sul sito web Shōnen Ace Plus di Kadokawa Shoten dal 26 marzo 2021 al 18 marzo 2024. Un adattamento anime della serie, prodotto da Studio Gokumi e AXsiZ viene trasmesso dal 4 luglio 2023.

## Trama
Wataru Sajō ha continuato a seguire e a chiedere ad Aika Natsukawa, una bella ragazza della sua classe, di uscire con lui, venendo però sempre rifiutato. Dopo molti tentativi si convince di non essere alla sua altezza e inizia a distaccarsi da lei. Aika è convinta di stare antipatica all'amico e inizia a interessarsi e a farsi coinvolgere da lui.

## Personaggi
Wataru Sajō (佐城 渉?, Sajō Wataru)
Doppiato da: Naoya Miyase
Il protagonista. Si sta avvicinando in maniera amorosa alla sua compagna di classe, Aika Natsukawa, ma improvvisamente torna in sé e cerca di prendere le distanze da lei.
Aika Natsukawa (夏川 愛華?, Natsukawa Aika)
Doppiata da: Akiho Suzumoto
La protagonista femminile. È la ragazza bella della classe. È sconcertata dall'improvviso cambiamento di atteggiamento di Wataru Sajō e dai sentimenti confusi che prova per lui.
Kei Ashida (芦田 圭?, Ashida Kei)
Doppiata da: Yumiri Hanamori
La migliore amica di Aika. È una ragazza positiva che si unisce al club di pallavolo.
Kaede Sajō (佐城 楓?, Sajō Kaede)
Doppiata da: Mikako Komatsu
La sorella maggiore di Wataru. È la vicepresidente del consiglio studentesco della scuola superiore Kōetsu.
Rin Shinomiya (四ノ宮 凛?, Shinomiya Rin)
Doppiata da: Kaori Ishihara
La migliore amica di Kaede nonché la bella e fredda presidente del comitato morale pubblico della scuola superiore Kōetsu.
Mina Ichinose (一ノ瀬 深那?, Ichinose Mina)
Doppiata da: Iori Saeki
Compagna di classe di Wataru e junior al lavoro part-time che svolgono. È una ragazza amante della letteratura e ha una personalità tranquilla.
Fuka Sasaki (笹木 風香?, Sasaki Fūka)
Doppiata da: Minami Kurisaka
Una ragazza delle scuole medie, con un aspetto maturo, che ha incontrato Wataru dopo un certo incidente.

## Media

### Light novel
La serie è stata scritta da Okemaru ed ha iniziato la serializzazione come web novel sul sito web Shōsetsuka ni Narō il 7 dicembre 2018. Successivamente è stata acquistata da Hobby Japan, che ha iniziato a pubblicarla come light novel con illustrazioni di Saba Mizore sotto l'etichetta HJ Bunko a partire dal 1º giugno 2020. A giugno 2023 i volumi pubblicati sono otto. La serie è stata distribuita in inglese da Monogatari Novels.

#### Volumi
| Nº | Data di prima pubblicazione | Data di prima pubblicazione | Data di prima pubblicazione |
| Nº | Giapponese                  | Giapponese                  |                             |
| -- | --------------------------- | --------------------------- | --------------------------- |
| 1  | 1º giugno 2020              | ISBN 978-4-04-073023-3      |                             |
| 2  | 1º settembre 2020           | ISBN 978-4-79-862289-7      |                             |
| 3  | 1º dicembre 2020            | ISBN 978-4-79-862368-9      |                             |
| 4  | 1º maggio 2021              | ISBN 978-4-79-862490-7      |                             |
| 5  | 1º ottobre 2021             | ISBN 978-4-79-862622-2      |                             |
| 6  | 1º marzo 2022               | ISBN 978-4-79-862755-7      |                             |
| 7  | 1º agosto 2022              | ISBN 978-4-79-862891-2      |                             |
| 8  | 1º aprile 2023              | ISBN 978-4-79-863144-8      |                             |

### Manga
Un adattamento manga, disegnato da Popuri Yoshikita, è stato serializzato sul sito web Shōnen Ace Plus di Kadokawa Shoten dal 26 marzo 2021 al 18 marzo 2024. A marzo 2024 i volumi pubblicati sono cinque.

#### Volumi
| Nº | Data di prima pubblicazione | Data di prima pubblicazione | Data di prima pubblicazione |
| Nº | Giapponese                  | Giapponese                  |                             |
| -- | --------------------------- | --------------------------- | --------------------------- |
| 1  | 25 settembre 2021           | ISBN 978-4-04-111932-7      |                             |
| 2  | 25 marzo 2022               | ISBN 978-4-04-112392-8      |                             |
| 3  | 25 novembre 2022            | ISBN 978-4-04-112968-5      |                             |
| 4  | 26 giugno 2023              | ISBN 978-4-04-113821-2      |                             |
| 5  | 26 marzo 2024               | ISBN 978-4-04-114663-7      |                             |

### Anime
Un adattamento anime della serie è stato annunciato il 18 novembre 2022. È prodotto dallo Studio Gokumi e da AXsiZ e diretto da Kazuomi Koga. La composizione della serie è stata affidata a Michiko Yokote, il character design è curato da Masaru Koseki e la colonna sonora è composta da Ryōhei Sataka. La serie è trasmessa dal 4 luglio 2023 su TV Tokyo, BS NTV, MBS, AT-X. La sigla di apertura è Paraglider di Kaori Ishihara, mentre la sigla di chiusura è Yume wa mijikashi koiseyo otome (夢は短し恋せよ乙女?) di Akiho Suzumoto.

#### Episodi
| Nº | Titolo italiano Giapponese 「Kanji」 - Rōmaji | In onda           | In onda |
| Nº | Titolo italiano Giapponese 「Kanji」 - Rōmaji | Giapponese        |         |
| 1  | Mi piaci. Esci con me. 「好きだ。付き合ってくれ」 - Suki da. Tsukiattekure | 4 luglio 2023     |         |
| 2  | Prego, ho una torta al cioccolato di riserva. 「どうぞ。スペアの三角チョコパイです」 - Dōzo. Supea no sankaku choko pai desu | 11 luglio 2023    |         |
| 3  | Puoi evitare di chiamare sconcia la divisa estiva? 「夏服を薄着って言うのやめてくんない？」 - Natsufuku o usugi tte iu no yamete kunnai? | 18 luglio 2023    |         |
| 4  | Dark brown? Suona figo come colore. 「ダークブラウン？なんかカッコ良い響きだな」 - Dāku buraun? Nanka kakkoii hibiki da na | 25 luglio 2023    |         |
| 5  | Apriamola! Dai, apriamo e diamo una sbirciatina! 「開けちゃう？開けちゃう？中見ちゃう？」 - Akechau? Akechau? Naka michau? | 1º agosto 2023    |         |
| 6  | II parfait per festeggiare la fine del semestre! 「学期終了記念パフェ！」 - Ichigakki shūryō kinen pafe! | 8 agosto 2023     |         |
| 7  | Le universitarie spaccano di brutto 「女子大学生って、マジすげぇ」 - Joshi daigakusei tte, maji sugee | 15 agosto 2023    |         |
| 8  | È colpa tua! 「ギルティすぎない？」 - Giruti suginai | 22 agosto 2023    |         |
| 9  | Un caffè. Con due ottavi di latte. Più un cucchiaino di zucchero e del caramello in polvere 「コーヒー。８：２くらいでミルクね。砂糖小さじ１、キャラメルパウダーも宜しく」 - Kōhī. Hachi tai ni kurai de miruku ne. Satō kosaji ichi, kyarameru paudā mo yoroshiku | 29 agosto 2023    |         |
| 10 | Il piede sta per fare fuoco! 「足がもう発射５秒前だから」 - Ashi ga mō hassha go-byō mae da kara | 5 settembre 2023  |         |
| 11 | Sai di sudore, devi aver lavorato molto 「汗のにおいがする……いっぱい働いたんだ」 - Ase no nioi ga suru......ippai hataraita nda | 12 settembre 2023 |         |
| 12 | Perché sei il posto a cui appartengo 「だって、アンタは私の居場所なんだから」 - Datte, anta wa watashi no ibasho nan dakara | 19 settembre 2023 |         |